# Apácafing
Az apácafing vagy apácafingocska (netán apácasóhaj) egy sütemény népies neve. Fánkféle sütemény, vaníliás krémmel töltve, amely több országban népszerű; Magyarországra sváb közvetítéssel került.
Angliában már egy 1856-os szakácskönyv is említi, illetve az oxfordi egyetem 1859-ben kiadott Háztartási Enciklopédiája, de középkori eredetű. Alapanyaga tej, vaj, liszt, cukor, tojás, néha méz. Legelterjedtebb receptje szerint a vaj, tej, liszt keverékét egy serpenyőben bő olajban sütik, beleteszik a tojást (utoljára a fehérjét), majd sütőben kisütés előtt cukrot szórnak bele. Néha krémmel töltik. Mint neve is ígéri, könnyed étel, egy leírás szerint „krémes, felfújt tészta”.

## Külső hivatkozás
- Receptek németül Archiválva 2013. január 20-i dátummal a Wayback Machine-ben